# Friedrich Koffka
Œuvres principales
Kain (1917)
Friedrich Koffka (22 avril 1888 Berlin - 5 décembre 1951, à Londres) est un écrivain allemand, représentant de l’expressionnisme littéraire allemand. 

## Biographie
Friedrich Koffka écrit des drames expressionnistes pour le théâtre. La première de sa pièce en un acte, Kain (« Caïn ») a lieu à Berlin le 6 septembre 1918, conjointement avec Der Besuch aus der Elysium de Franz Werfel. Il se retire de la vie littéraire, après la publication du drame Herr Oluf en 1919, alors que l'expressionnisme touche à sa fin.
Jusqu'en 1933, date de l'arrivée au pouvoir des nazis, Koffka est juge à la Kammergericht, la cour d'appel de Berlin. Il s'exile de l'Allemagne nazie en 1938 et émigre à Londres où il réside jusqu'à la fin de sa vie. En exil, il écrit des Hörspiele, des pièces de théâtre radiophonique.

## Ouvrages
- 1917, Kain, drame, Erich Reiss Verlag
- 1919, Herr Oluf
- 1949, Goethe in England, Hörspiel
- 1950, Onkel Toba, Hörspiel
- 1950, Pamela, Hörspiel

## Sources
- (de) Horst Denkler, 1983, Einakter und kleine Dramen des Expressionismus, Stuttgart, Reclam.
- (de) Wilhelm Sternfeld, Eva Tiedemann, 1970, Deutsche Exil-Litteratur 1933-1945 deuxième édition augmentée, Heidelberg, Verlag Lambert Schneider.